# Луговая (Винницкий район)
Луговая (укр. Лугова) — село на Украине, находится в Винницком районе Винницкой области.
Код КОАТУУ — 0521289206. Население по переписи 2001 года составляет 122 человека. Почтовый индекс — 22720. Телефонный код — 4345. Занимает площадь 0,56 км².
Близ села имеется геологический памятник природы — Ильинецкий метеоритный кратер (астроблема), возрастом около 400 миллионов лет.

## Местная власть
22700, Винницкая область, Винницкий р-н, г. Ильинцы, ул. Соборная, 19